# Myrepindsvin
Myrepindsvin er en familie af kloakdyr.
Der er to slægter af myrepindsvin:
- Det kortnæbbede myrepindsvin (Tachyglossus aculeatus)
- De langnæbbede myrepindsvin (Zaglossus)

## Klassifikation
Familie: Tachyglossidae
- Slægt: Zaglossus
  - Zaglossus bruijni (De langnæbbede myrepindsvin)
    - Zaglossus bruijni bartoni (Bartons langnæbbede myrepindsvin)
    - Zaglossus bruijni bruijni
    - Zaglossus bruijni bubuensis

  - ( Zaglossus attenboroughi (Cyclops langnæbbede myrepindsvin) )
  - ( †Zaglossus hacketti )
  - ( †Zaglossus robustus )
- Slægt: Tachyglossus
  - Tachyglossus aculeatus (Det kortnæbbede myrepindsvin)
    - Tachyglossus aculeatus aculeatus
    - Tachyglossus aculeatus lawesi
    - Tachyglossus aculeatus setosus
    - Tachyglossus aculeatus typicus